# Neotessmannia
Neotessmannia é um género botânico pertencente à família Muntingiaceae.

## Espécies
- Neotessmannia uniflora Burret